# Aspidoscelis stictogrammus
Aspidoscelis stictogrammus (велетенський плямистий батогохвіст) — вид ящірок родини теїдових (Teiidae). Мешкає в США і Мексиці.

## Поширення і екологія
Велетенські плямисті батогохвости мешкають на південному сході Аризони, на південному заході Нью-Мексико, на сході Сонори та на півночі Сіналоа. Вони живуть в пустельних чагарниках, на напівпустельних луках, в дубових рідколіссях і саванах в каньйонах, в невисоких сухих колючих чагарниках і долинах річок, трапляються серед скель. Зустрічаються на висоті від 315 до 1904 м над рівнем моря.